# Inworp

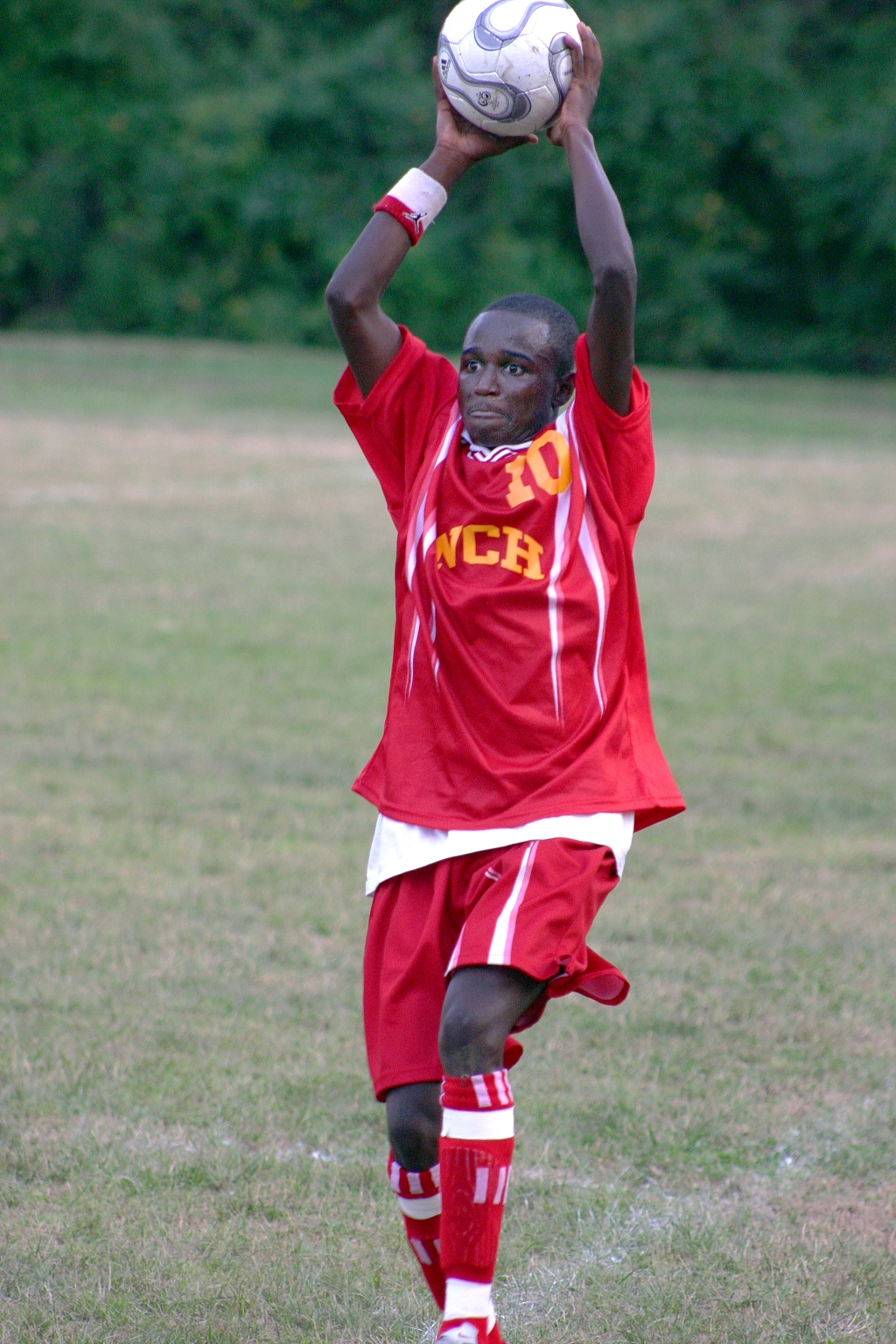
Een inworp

Een inworp of ingooi is een spelonderdeel van voetbal. Indien de bal de zijlijn volledig heeft overschreden, over de grond of in de lucht, zal een inworp toegekend worden aan de tegenstrevers van de ploeg die de bal het laatst heeft aangeraakt.
De speler die inwerpt dient zich in de neutrale zone (de zone tussen de zijlijn en de omheining) of op de zijlijn te bevinden, ter hoogte van de plaats waar de bal was buitengegaan. Alle tegenstrevers moeten zich op minstens twee meter van de plaats van de inworp bevinden. Op deze plaats mogen de tegenstrevers bewegen. De scheidsrechter kan hierbij preventief optreden. Indien dit niet helpt, kan de betrokken speler een waarschuwing (geel) krijgen en zal het spel opnieuw worden hernomen met een inworp.
De speler moet met een deel van beide voeten op of achter de zijlijn, in het neutraal gebied op maximaal 1 meter van de zijlijn, met het gezicht naar het speelveld gericht, de bal met beide armen boven of achter het hoofd inwerpen op de plaats waar de bal over de zijlijn is gegaan. Indien een inworp genomen wordt van achter de omheining, dient de inworp hernomen te worden door dezelfde ploeg.
Indien de inworp niet reglementair  is genomen, zullen de tegenstrevers de inworp mogen hernemen. Indien de speler die de inworp genomen heeft, de bal een tweede maal aanraakt of speelt, zal hij bestraft worden met een onrechtstreekse vrije schop op de plaats waar hij de bal een tweede keer heeft aangeraakt.
Bij een inworp is de bal in het spel zodra hij de zijlijn heeft bereikt, met andere woorden zodra hij de zijlijn raakt, vanuit de neutrale zone gezien.
Men kan niet rechtstreeks een doelpunt maken op inworp, want de inworp is een spelherneming waarbij niet rechtstreeks gedoeld kan worden. Gooit de aanvaller de bal evenwel rechtstreeks in het doel van de tegenstrevers dan zal het hen een doelschop toegekend worden. Gooit een verdediger de bal rechtstreeks in eigen doel, dan zal het een hoekschop worden.
Bij een inworp is de buitenspelregel niet van toepassing.
Na een inworp mag de bal niet twee keer door dezelfde speler geraakt worden, echter wanneer de speler de bal bewust zachtjes tegen de tegenspeler te gooien om vervolgens de bal 2 keer te kunnen spelen is dit toegestaan.